# Kaavi
Kaavi est une municipalité du centre-est de la Finlande, dans la région de Savonie du Nord.

## Géographie
Une forêt dense entrecoupée par les lacs. C'est le visage qu'offrent généralement la Savonie du Nord comme sa voisine la Carélie du Nord, et Kaavi ne déroge pas à la règle.
La commune compte 261 lacs, dont les plus étendus sont le Rikkavesi (63,361 km2) et le Kaavinjärvi (21,047 km2).
Les autres grands lacs sont le Saarijärvi, le Rauvanjärvi et le Sivakkajärvi.
Les rivières traversant Kaavi sont, entre autres, la Rauvanjoki, la Sivakkajoki, la Syrjäjoki et la Vaikkojoki.
Kaavi est aussi traversé par le canal de Kaavinkoski.
Le village centre se situe à 450 km d'Helsinki, à 60 km de Kuopio et à 95 km de Joensuu.
Les communes limitrophes sont Tuusniemi au sud, Kuopio à l'ouest, et côté Carélie du Nord Juuka au nord-est, Polvijärvi à l'est et Outokumpu au sud-est.

## Démographie
Depuis 1980, la démographie de Kaavi a évolué comme suit, :
| Année      | 1980  | 1985  | 1990  | 1995  | 2000  | 2005  |
| ---------- | ----- | ----- | ----- | ----- | ----- | ----- |
| population | 4 763 | 4 391 | 4 230 | 4 085 | 3 776 | 3 596 |

| Année      | 2010  | 2015  | 2020  |
| ---------- | ----- | ----- | ----- |
| population | 3 377 | 3 194 | 2 807 |

## Politique et Administration

### Conseil municipal
Les 17 conseillers municipaux sont répartis comme suit:
| Parti     | Parti                              | Sièges 2021–2025 |
| --------- | ---------------------------------- | ---------------- |
|           | Parti social-démocrate de Finlande | 3                |
|           | Vrais Finlandais                   | 4                |
|           | Parti de la Coalition nationale    | 3                |
|           | Parti du centre                    | 5                |
|           | Yhteislista Rakentava Kaavi        | 2                |
|           | Chrétiens-démocrates               | 0                |
| Sources : |                                    |                  |

## Économie
La commune, outre l'exploitation de la forêt, est largement dépendante de la mine de talc de Mondo Minerals Oy, le premier employeur privé.

## Transports
Les routes desservant la commune sont:
- Riistavesi (Kuopio),
- Nilsiä Kuopio et Juankoski
- Outokumpu,
- Polvijärvi,
- Juuka,
- Tuusniemi,

Distances du Centre de Kaavi aux routes nationales les plus proches :
- 21 km jusqu'à Riistavesi (Kuopio)
- 47 km jusqu'à Vuorela (Siilinjärvi)
- 64 km jusqu'à Juuka

Distances du Centre de Kaavi:
- Aéroport de Kuopio 45 km
- Aéroport de Joensuu 85 km
- Gare de Kuopio 57 km
- Gare de Siilinjärvi 57 km
- Gare de Viinijärvi 61 km
- Gare de Luikonlahti 15 km

## Jumelages
- Jumelages et partenariats de Kaavi.| Ville | Ville              | Pays | Pays    |
| ----- | ------------------ | ---- | ------- |
|       | Commune de Mõniste |      | Estonie |
|       | Võru               |      | Estonie |

## Galerie d'images

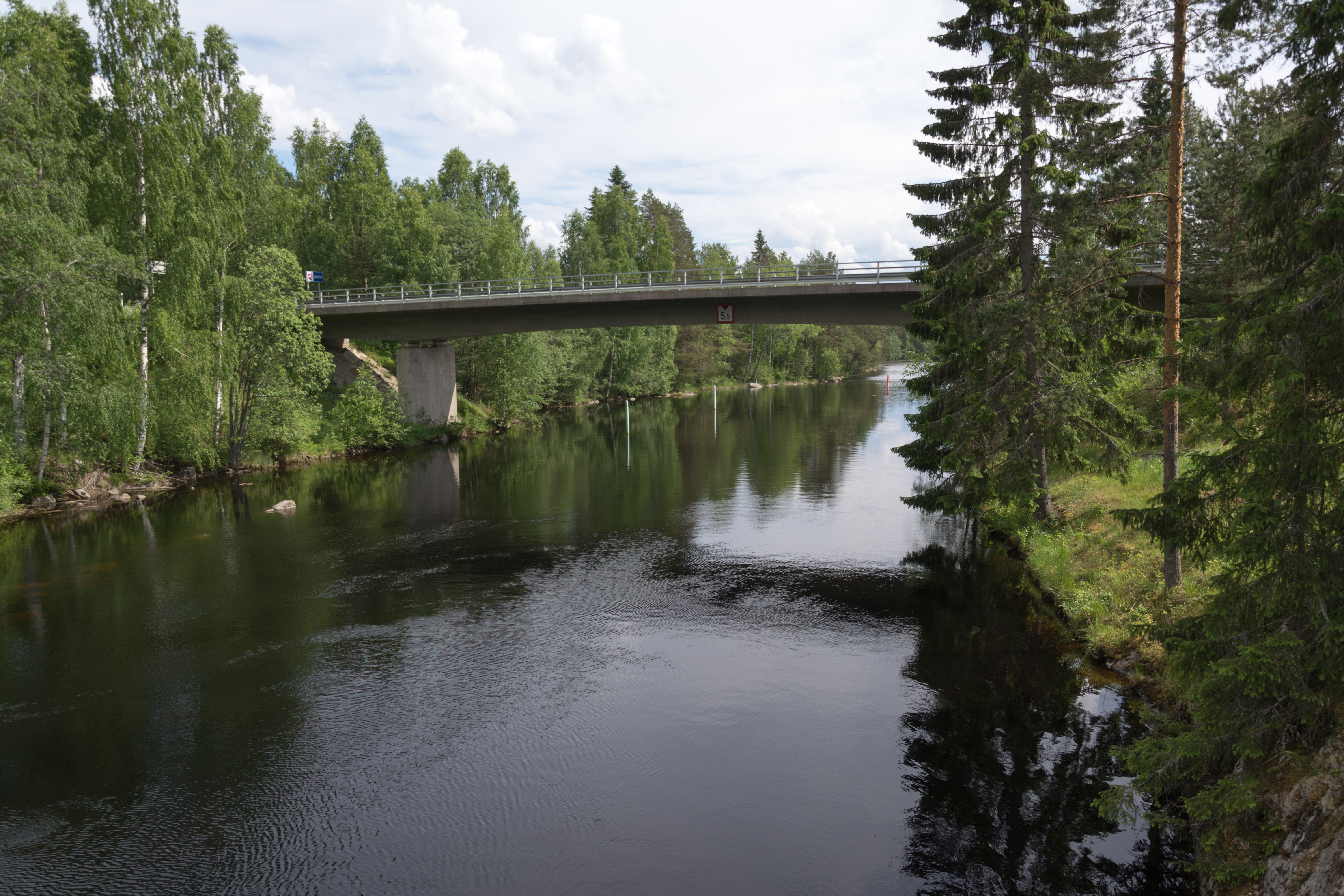
Canal de Kaavinkoski.
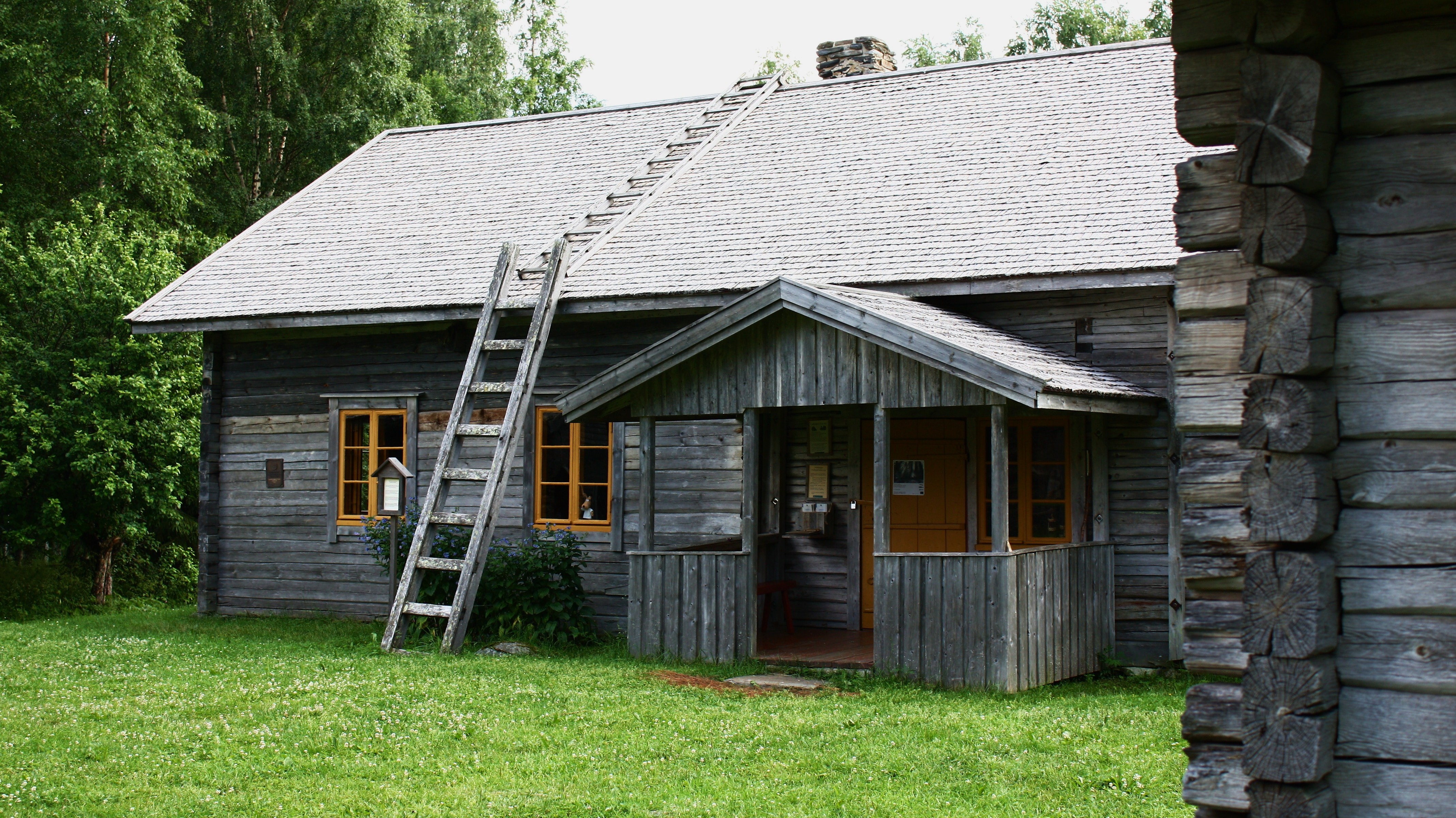
Réserve Naturelle Telkkämäki.
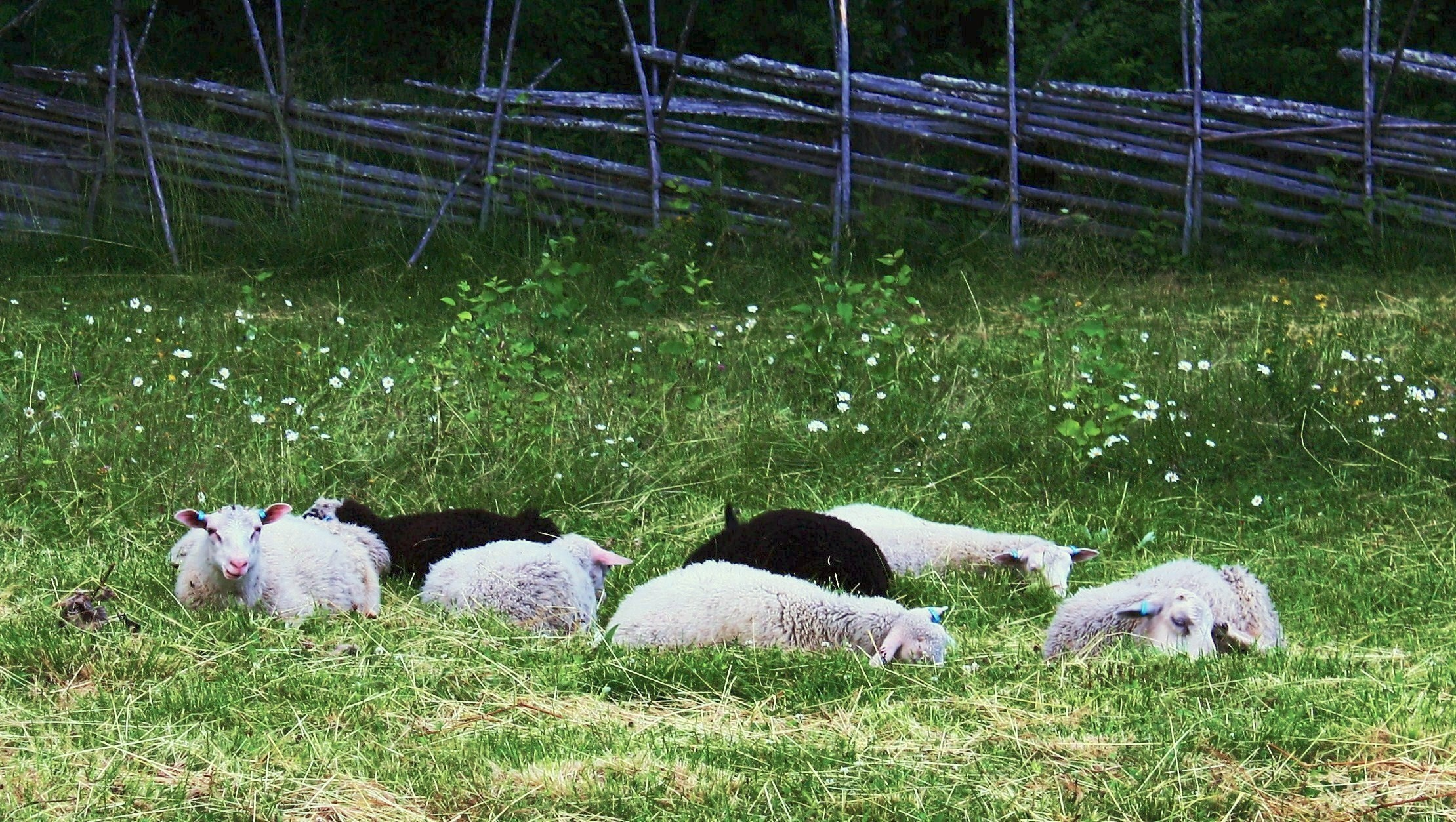
Réserve Naturelle Telkkämäki.
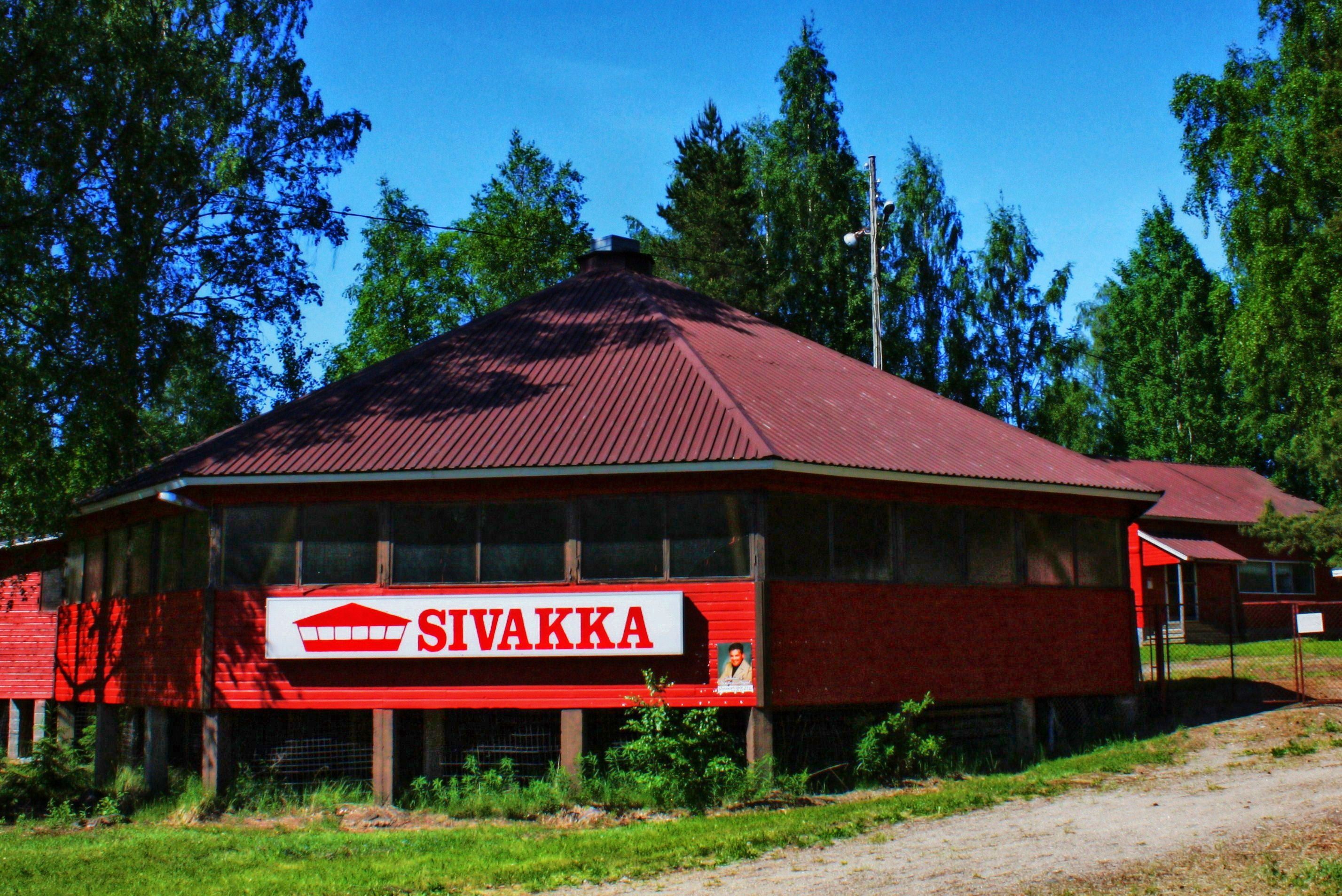
Sivakkavaara.